# Allium bekeczalicum
Allium bekeczalicum là một loài thực vật có hoa trong họ Amaryllidaceae. Loài này được Lazkov mô tả khoa học đầu tiên năm 2008.